# Andy Beattie
Andrew Beattie, detto Andy (Kintore, 11 agosto 1913 – Nottingham, 20 settembre 1983), è stato un calciatore e allenatore di calcio scozzese, di ruolo difensore.

## Palmarès

### Giocatore

#### Competizioni nazionali
- Coppa d'Inghilterra: 1

Preston North End: 1937-1938
- Football League War Cup: 1

Preston North End: 1940-1941